# Суворов-Черкесский
Суво́ров-Черке́сский — посёлок в Краснодарском крае. Административно входит в состав Виноградного сельского округа муниципального образования город-курорт Анапа.

## География
Посёлок расположен в северной части города-курорта Анапа, на северном берегу Витязевского лимана, у места впадения в него реки Джига. Находится в 3 км к западу от окружного центра Виноградный, в 15 км к северу от Анапы и в 170 км к западу от Краснодара (по дороге). Расстояние до побережья Чёрного моря составляет 14 км.
Граничит с землями населённых пунктов — Виноградный на востоке, Благовещенская на западе и Уташ на северо-востоке.
Населённый пункт расположен в равнинной зоне Причерноморского побережья. Рельеф местности в основном равнинный, без ярко выраженных колебаний относительных высот. Средние высоты на территории села составляют около 7 метров над уровнем моря.
Гидрографическая сеть в основном представлена рекой Джига. К югу от посёлка расположен один из крупнейших лиманов края — Витязевский.
Климат в посёлке средиземноморский. Среднегодовая температура воздуха составляет около +12,0°С, со средними температурами июля около +23,5°С и средними температурами января около +0,5°С. Среднегодовое количество осадков составляет около 550 мм. Как и в целом на черноморском побережье России, основное количество осадков в посёлке выпадает в зимнее время.

## История
Первоначальная станица Суворовская была основана в 1843 году, на месте опустевшего натухайского (один из адыгских субэтносов) аула Хатрамтук (адыг. Хьэтрамтыку — «куток, земля рода Хатрам»), в урочище, ныне именуемом Суворовская батарея. Тогда левобережная Кубань в районе крепости Анапа начала активно осваиваться восточнославянскими переселенцами. По преданию, именно в этих местах переправлялся на левый берег реки Кубань в конце XVIII века, генерал А. В. Суворов для переговоров с черкесами.
Первоначальная казачья станица Суворовская просуществовала до 1855 года, когда в ходе боевых действий Крымской войны она была эвакуирована и расселена.
Современное поселение Суворово-Черкесское было основано в 1863 году: 

«Государь Император согласно ходатайству Его Императорского Высочества, Командовавшего Кавказскою Армией, в день 18 апреля 1863 г. Высочайше повелеть соизволил водворить на месте бывшей станицы Суворовской семейств всадников, состоящих на службе в Кубанском Конно-Иррегулярном эскадроне и получающих от казны содержание на свои семейства, отдельным аулом, с отмежеванием по 7-ми десятин на каждую душу мужеского пола. Водворённым, таким образом, всадникам, в случае упразднения эскадрона проживать на означенном месте на правах инородцев, обитающих в приделах Кубанского казачьего войска».
Возникновение станицы было связано с формированием воинского подразделения из черкесов (адыгов), которые были лояльны к Российской империи. Б. М. Городецкий указывал, что поселение было образовано: «из черкесов Натухайского племени, служивших в бывшем Кубанском конно-иррегулярном эскадроне». После завершения Кавказской войны в 1864 году, практически все натухайцы были депортированы в Османскую империю и станица Суворово-Черкесская оставалась единственным поселением, где большинство составляли натухайцы — до этого являвшиеся одним из крупнейших черкесских обществ. Натухайцы составляли также часть населения и Гривенско-Черкесского аула.
Важную роль в жизни поселения играло мусульманское духовенство.  В марте 1867 года жители подняли вопрос о постройке в поселении мечети и нанимали для отправления религиозных нужд муллу. Подобное же свидетельство чуть ранее было выдано и мулле Гривенско-Черкесского аула.
В 1876 году в станице была открыта одногодичная начальная горская мужская школа-училище и построена мечеть. Как и в казачьих станицах, в станице Суворово-Черкесской были и свои станичные атаманы (которых называли старшинами). В 1874—1878 годах эту должность исполнял поручик — К. Т. Улагай, затем Сулим Гунай, с 1881 года штаб-ротмистр Гасан Кумкалов, с 1883 года — Алибей Улагай, который руководил поселением вплоть до начала XX века.
В годы Русско-турецкой войны 1877—1878 годов, из черкесского населения станиц Гривено-Черкесской и Суворово-Черкесской формировалась отдельная Конно-иррегулярная сотня, что весьма показательно говорило об их особом статусе в Кубанском казачьем войске.
В списке населённых мест Кубанской области, изданном в Тифлисе в 1885 году, указывается, что у станицы Суворово-Черкесской было 1780 десятин обрабатываемой земли, 75 дворов и 101 дом коренных жителей. В графе национальность, поселенцы указывались как «натухайцы» черкесского народа.
К 1873 году станица Суворово-Черкесская входила в Темрюкский уезд Кубанской области. К 1888 году это было село Суворово-Черкесское Темрюкского отдела. А к 1917 году Суворово-Черкесский уже имел статус аула, в составе Таманского отдела.
В начале XX века у станицы были открыты нефтяные месторождения и эта территория была отмежёвана в Кубанское казачье войско. Так, в удостоверении аульного старшины от 17 октября 1902 года говорилось: 

«Дано сие от Суворово-Черкесского аульного правления Хаджибею Беку и Индухо Саучасу, в том что они, вследствие повестки землемера Кубанской области, назначаются доверенными для присутствия и указания границ участка войсковой нефтеносной земли».
 В августе 1903 года был составлен план на участок нефтеносной земли в дачах села Суворово-Черкесского. В 1916 году, по сообщению справочной книги «Черноморское побережье Кавказа», «близ так называемого Черкесско-Суворовского аула, находится несколько нефтяных вышек».
В ходе Гражданской войны население аула поддержало Белое движение на юге России, из-за чего многие роды потом эмигрировали из страны. 
После установления советской власти, началось постепенное переселение части жителей аула в только что образованную Черкесскую (Адыгейскую) Автономную область.
Так, в 1924 году переселенцами из Суворово-Черкесского аула был основан новый аул Натухай. Часть шапсугов, проживавших в ауле, были переселены в Шенджий.
Несмотря на переселение части жителей аула в Черкесскую (Адыгейскую) Автономную область, в национальном составе селения продолжали преобладать черкесы. 
По данным Всесоюзной переписи 1926 года население Суворово-Черкесского аула составляло 505 человек (262 мужчины и 243 женщины), из них: черкесы — 435 чел, украинцы — 38 чел, русские — 29 чел. и другие — 3 чел.

## Население
| 2002 | 2010 |
| ---- | ---- |
| 818  | ↗878 |

## Инфраструктура
Образование
- Школа-интернат № 28 — ул. Пушкина, 2.
- Дошкольное учреждение № 27 «Звоночек» — ул. Выгонная, 8.

Здравоохранение
- Фельдшерско-акушерский пункт (ФАП) — ул. Ивиной, 18.

## Улицы
На территории посёлка зарегистрировано 18 улиц и 3 переулка:
| Возрождения |
| Выгонная    |
| Детская     |
| Дивная      |
| Дружная     |
| Зелёная     |

| Ивиной   |
| Красная  |
| Лучистая |
| Мичурина |
| Надежды  |
| Отрадная |

| Пушкина      |
| Согласия     |
| Степная      |
| Суворова     |
| Черноморская |
| Юности       |

Переулки
| Овражный |

| Степной |

| Черкесский |

## Известные уроженцы
- Натхо Довлетхан Магомчериевна (1913—1953) — адыгейская писательница и режиссёр.
- Натхо Кадыр Исхакович (1928-2021) — американский писатель черкесского происхождения. Автор книги "Черкесская история" на английском языке, переведена и издана также на русском. Специалист по истории черкесской диаспоры в США.
- Натырбова (Шеретлукова) Фатима Эдыковна (1890-1983). Окончила Анапское училище для девушек из благородных семей. Устраивала благотворительные вечера в Екатеринодаре. В Турции основала Комитет черкесских женщин, и Черкесский дом. В США разработывала стиль моды для актрис кино и театра, основала  Черкесский гостевой дом в Нью-Йорке, на углу Мэдисон и 96-й улицы, где часто собиралась элита города. Портрет Фатимы Шеретлуковой хранится в музее Нью - Йорка.